# Federazione pallavolistica della Bolivia
La Federazione boliviana di pallavolo (spa. Federación Boliviana de Voleibol, FeBV) è un'organizzazione fondata per governare la pratica della pallavolo in Bolivia.
Organizza il campionato maschile e femminile, e pone sotto la propria egida la nazionale maschile e femminile.
Ha aderito alla FIVB nel 1966.